# Kozlov (Žďár nad Sázavou)
Kozlov (in tedesco Koslau) è un comune ceco situato nel distretto di Žďár nad Sázavou, nella regione di Vysočina.